# Marokkaans-Surinaamse betrekkingen
Marokkaans-Surinaamse betrekkingen verwijzen naar de huidige en historische betrekkingen tussen Marokko en Suriname.

## Bilaterale relaties

### Sahara
In maart 2016 bracht het ministerie van Buitenlandse Zaken middels een communiqué naar buiten dat Suriname niet langer de Sahrawi Arabische Democratische Republiek erkent, een betwist gebied ten zuiden van Marokko dat door onder meer Marokko geclaimd wordt. Minister Niermala Badrising lichtte toe dat het besluit is genomen om "een constructieve neutrale positie in te nemen en ter ondersteuning van de inspanningen van de Verenigde Naties en de internationale gemeenschap om een rechtvaardige en wederzijds acceptabele politieke oplossing te vinden." Het besluit maakte ze wereldkundig na een telefoongesprek met Salaheddine Mezouar, haar ambtsgenoot in Marokko.

### Aanhalen banden
Eind oktober 2017 kondigde minister Yldiz Pollack-Beighle aan de banden aan te willen halen met Marokko. Een week later was ze om die reden in de Marokkaanse hoofdstad Rabat, waar de samenwerking tussen beide landen werd bekrachtigd met de ondertekening van vijf  overeenkomsten. Ook besprak ze een vierjarige roadmap waarin de samenwerking werd aangegaan op tal van gebieden als wetenschap en techniek, economie, toerisme en diplomatie. Een week later was first-lady Ingrid Bouterse-Waldring in Marokko, waar ze op uitnodiging van koning Mohammed VI een speech hield tijdens de MEDays-conferentie.

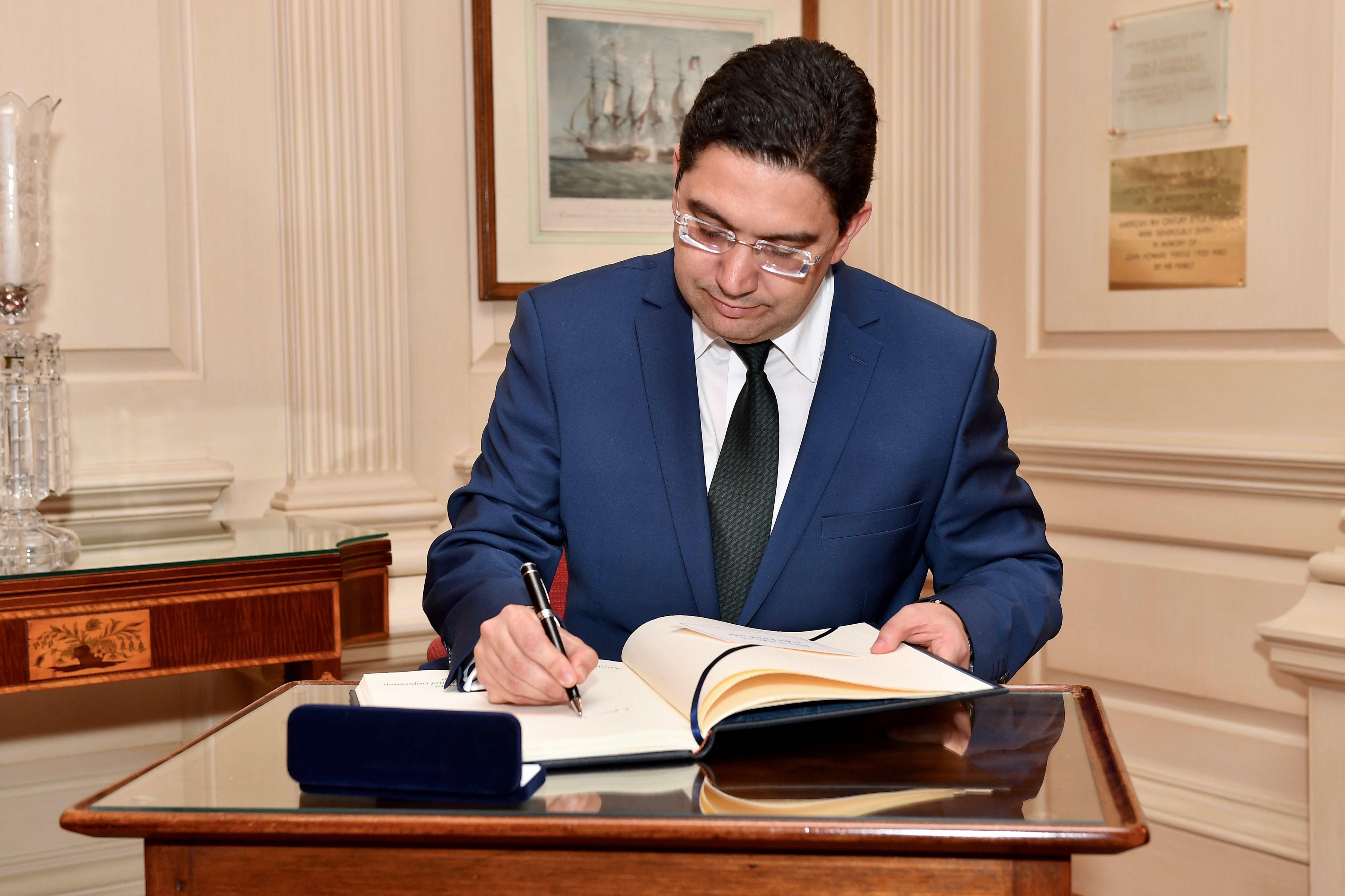
Marokkaans minister Nasser Bourita, 2018

Meer bezoeken over en weer volgden, waaronder van de ministers Mike Noersalim van Binnenlandse Zaken in december 2018 en Gillmore Hoefdraad van Financiën in april 2019 aan Marokko, en Marokkaans BuZa-minister Nasser Bourita aan Suriname in juni 2019.

### Ambassade
Marokko heeft een niet-residerende ambassadeur toegewezen aan Suriname.
In maart 2021 bracht minister Albert Ramdin een bezoek aan Marokko en kondigde hij in een persconferentie met zijn ambtsgenoot Nasser Bourita de vestiging van een ambassade en consulaat van Suriname aan in Marokko. De ambassade in Marokko werd op 25 mei geopend en is gevestigd in Rabat, met daarnaast een consulaat in Río de Oro, een schiereiland dat gelegen is in de betwiste Sahararegio.

### Ambassadeurs
- Reita Joemratie: 2022 - circa 2024[12][13]
- Sherif Abdoelrahman: 2024 - heden[13]

## Multilateraal
Marokko en Suriname zijn aangesloten bij een aantal overeenkomstige internationale organisaties, waaronder algemene zoals de Verenigde Naties en ook met een islamitische signatuur zoals de Organisatie voor Islamitische Samenwerking en de Islamitische Ontwikkelingsbank.

## Handel, industrie en ondersteuning

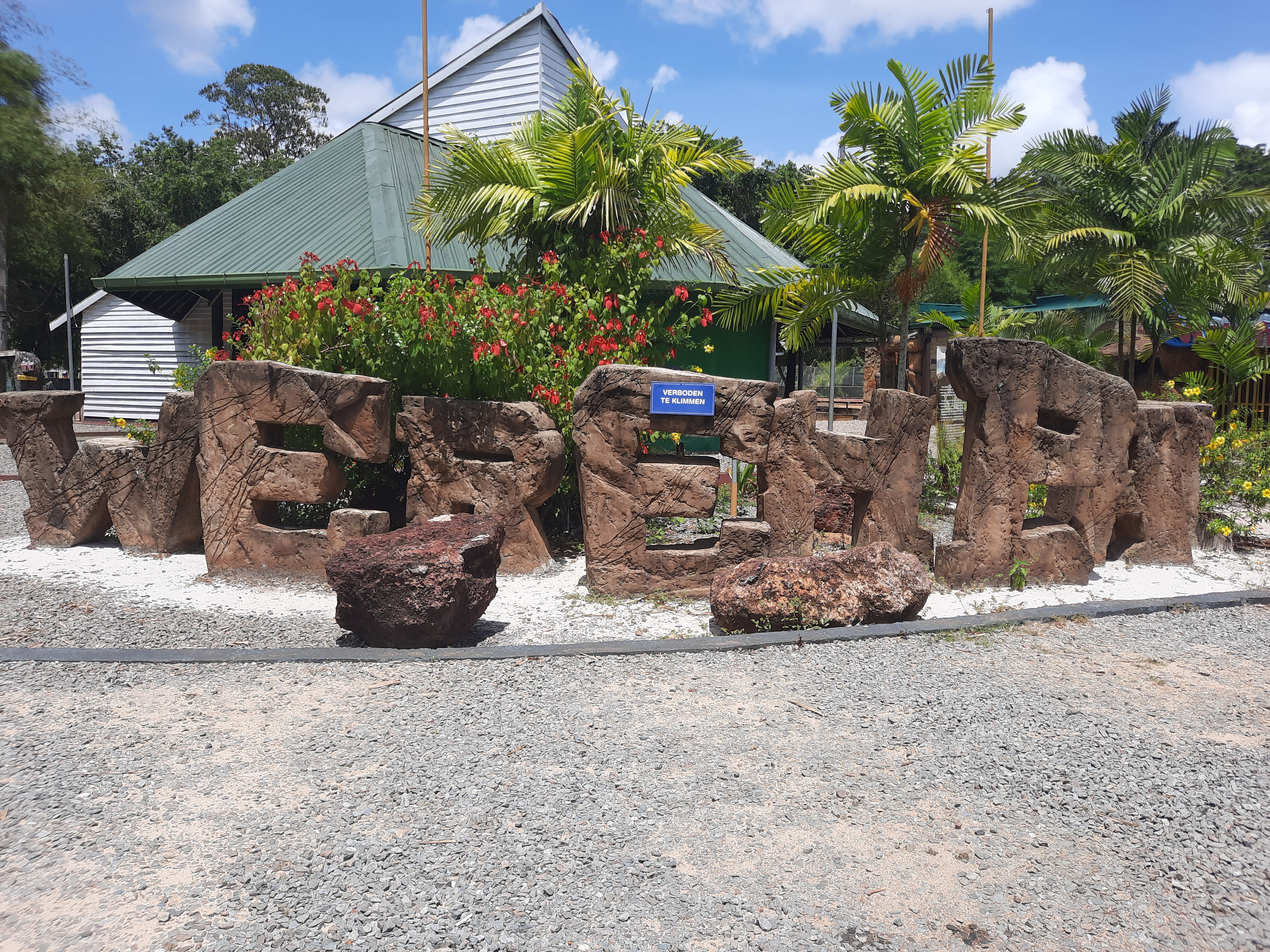
Werehpai Miniwaterpark in Paramaribo Zoo

Tijdens het bezoek van minister Nasser Bourita aan Suriname, in juni 2019, tekende hij een overeenkomst voor de steun aan Suriname in de ontwikkeling van hernieuwbare energie. Enkele dagen voor de verkiezingen van mei 2020 werd het Werehpai Miniwaterpark onthuld in Paramaribo Zoo, dat tot stand is gekomen met financiële steun van Marokko.
Minister Albert Ramdin voerde in maart 2021 gesprekken met de top van enkele grote Marokkaanse bedrijven voor het aangaan van joint ventures in Suriname. In december van hetzelfde jaar was er een virtuele bijeenkomst van het Surinaamse en Marokkaanse bedrijfsleven die gefaciliteerd werd door het Surinaamse ministerie van Buitenlandse Zaken, Internationale Business en Internationale Samenwerking.